# Mircia
Mircea este un nume de botez masculin sau de familie românesc, care se poate referi la:
- Mircia Dumitrescu (n. 1941), grafician, pictor și sculptor român
- Mircia Giurgiu (n. 1964), politician român, deputat (2004-2012)
- Mircia Muntean, politician român, primar al Devei (1996-2012) și deputat (2012-2016)